# Gasbehälter Heckinghausen
Der Gasbehälter Heckinghausen, auch Heckinghauser Gaskessel, ist ein stadtbildprägender, 66,65 Meter hoher ehemaliger Gasbehälter im Wuppertaler Stadtteil Heckinghausen.

## Geschichte
Der Gasbehälter ersetzte die durch den Luftangriff auf Wuppertal-Barmen 1943 zerstörten Glockengasbehälter der „Gasanstalt an der Mohrenstraße“. Bereits 1946 reiften Pläne für einen Wiederaufbau, die jedoch erst drei Jahre später vom Wirtschaftsministerium der Landesregierung Nordrhein-Westfalen genehmigt wurden.
Der Scheibengasbehälter in der Niederdruck-Gasspeichertechnik wurde in den Jahren 1950 bis 1952 vom MAN Werk Gustavsburg errichtet und fasst 60.000 m³ Gas. Die Gebäudeform wurde auf einem ringförmigen Fundament als ein polygonales Zwanzigeck mit einzelnen Seitenlängen von jeweils 5,9 Metern ausgeführt. Die Außenhülle bilden Bördelbleche, die vertikal an Mantelpfosten genietet und horizontal an diesen verschweißt wurden. Den unteren Abschluss bildet ein geschweißter Stahlblechboden. Damit ist diese Konstruktion die erste ihrer Art.
Auf unterschiedlichen Höhen umfassen drei Umgänge den Gasbehälter. Eine zickzackförmige Außentreppe führt zu dem geböschten Blechdach, auf dem ein kreisförmiger Entlüfter thront. Auch der Aufzugsschacht verläuft im Zickzack. Der Füllstandsanzeiger überspannt elf Bördelbleche an der Westseite. Eine Scherentreppe mit einer maximalen Höhe von 54,6 Metern führt im Inneren vom Dach zu der Gasscheibe.
1997 wurde der Gasbehälter außer Betrieb genommen und im Folgejahr unter Baudenkmalschutz gestellt, nachdem es zuvor wegen Abrissplanungen seitens MAN zu weitreichenden Diskussionen im Stadtteil gekommen war.
Bis zu seiner Schließung 2018 befand sich unmittelbar am Gasbehälter der Butan Club.
Im November 2018 begann der Innenausbau des Gasbehälters. Es entstand ein Systemgastronomie-Restaurant, ein Fitnessstudio, eine Dauerausstellung zum Thema Phantasie, Illusion und 3D-Projektmapping sowie die Lichtshow Die Wundermaschine. Zudem wurde ein Skywalk und eine Aussichtsplattform auf dem Dach des Behälters eingerichtet. Der Gaskessel ist seit dem 15. Juni 2019 für die Öffentlichkeit zugänglich.
Seit 2021 beherbergt der Gasbehälter das Visiodrom. Ein Museum, dessen Highlight eine Videoshow auf Europas größter zylindrischer 360°-Leinwand ist. Seitdem finden im Visiodrom hauptsächlich temporäre Ausstellungen über Künstler statt. Dabei wurden bereits die Künstler Claude Monet, Leonardo da Vinci, sowie Vincent van Gogh präsentiert. Außerdem befindet sich im Visiodrom eine Dauerausstellung über die Geschichte des Gasbehälters.